# Krigsåret 2012

## Pågående krig
- Afghanistankriget (2001- )[1]

- Upproret i Syrien (2011- )

- Darfurkonflikten (2003-)

## Avlidna
- 2 augusti – John Keegan, 78, brittisk militärhistoriker och journalist.[2]